# Mimonectes diomedeae
Mimonectes diomedeae är en kräftdjursart som först beskrevs av Woltereck 1909.  Mimonectes diomedeae ingår i släktet Mimonectes och familjen Mimonectidae. Inga underarter finns listade i Catalogue of Life.